# 鈴木佳秀
鈴木 佳秀（すずき よしひで、1944年2月26日 - ）は、日本の聖書学者。専攻は旧約聖書学、古代イスラエル宗教文化史、古代オリエント法制史。新潟大学名誉教授。

## 経歴
熊本県生まれ。1968年国際基督教大学教養学部卒業。1972年同大学院教育学研究科修士課程修了、1975年東京教育大学大学院文学研究科博士課程単位取得満期退学。1982年クレアモント大学大学院博士課程修了、Doctor of Philosophy。新潟大学教養部助教授、1990年『申命記の文献学的研究』で日本学士院賞受賞、新潟大人文学部教授、1999年人文学部長、2005年現代社会文化研究科長、2009年定年退職、新潟大学名誉教授、敬和学園大学学長。2015年学校法人フェリス女学院学院長、2023年3月任期満了により退任。2025年、瑞宝中綬章受章。

## 著書
- 『申命記の文献学的研究』日本基督教団出版局 1987
- 『旧約聖書の女性たち』教文館〈聖書の研究シリーズ〉 1993
- 『アブラハム 約束を背負わされた父と子』新潟日報事業社〈ブックレット新潟大学〉 2003
- 『ヘブライズム法思想の源流』創文社 2005[4]

## 共編著
- 『旧約聖書と現代』関根清三,並木浩一共著 教文館 2000
- 『神話・伝説の成立とその展開の比較研究』編 高志書院 2003
- 『これからの教養教育 「カタ」の効用』葛西康徳共編 東信堂〈未来を拓く人文・社会科学シリーズ〉 2008
- 『旧約聖書を学ぶ人のために』共著 世界思想社 2012

## 翻訳
- H.J.ベッカー『古代オリエントの法と社会 旧約聖書とハンムラピ法典』ヨルダン社 1989
- 『旧約聖書 4 ヨシュア記・士師記』岩波書店 1998
- 『旧約聖書 10 十二小預言書』岩波書店 1999
- 『旧約聖書 3 民数記・申命記』山我哲雄共訳 岩波書店 2001
- ゲルハルト・フォン・ラート『申命記』 ATD・NTD聖書註解刊行会〈ATD旧約聖書註解〉 2003
- マーク・リラ『神と国家の政治哲学 政教分離をめぐる戦いの歴史』NTT出版・叢書〈世界認識の最前線〉 2011
- 『VTJ旧約聖書注解 出エジプト記 1~18章』日本キリスト教団出版局 2017
- 『VTJ旧約聖書注解 出エジプト記 19~40章』日本キリスト教団出版局 2018
- 『VTJ旧約聖書注解 申命記』日本キリスト教団出版局 2022